# Hrabstwo Butler (Kansas)

Piramida wieku hrabstwa

Hrabstwo Butler – hrabstwo położone w USA w stanie Kansas z siedzibą w mieście El Dorado. Założone 25 sierpnia 1855 roku. Nazwa Hrabstwa pochodzi od Andrew Pickensa Butlera.

## Miasta
- El Dorado
- Andover
- Augusta
- Rose Hill
- Douglass
- Towanda
- Benton
- Leon
- Whitewater
- Potwin
- Elbing
- Latham
- Cassoday
- Rosalia (CDP)

## Sąsiednie hrabstwa
- Hrabstwo Chase
- Hrabstwo Greenwood
- Hrabstwo Elk
- Hrabstwo Cowley
- Hrabstwo Sumner
- Hrabstwo Harvey
- Hrabstwo Sedgwick
- Hrabstwo Marion

## Drogi główne
- Interstate 35
- U.S. Route 54
- U.S. Route 77
- Kansas Highway 96
- Kansas Highway 177
- Kansas Highway 196
- Kansas Highway 254